# Bullets of Justice
Bullets of Justice ist ein bulgarisch-kasachischer Science-Fiction-Film von Valeri Milev aus dem Jahr 2019.

## Inhalt
Die Handlung spielt in den USA in den Tagen des Dritten Weltkriegs. Die amerikanische Regierung initiiert ein geheimes Projekt namens „Army Bacon“, um Supersoldaten durch eine Kreuzung von Menschen mit Schweinen zu erschaffen. Fünfundzwanzig Jahre später haben die Mischwesen namens „Schnauzen“ die Spitze der Nahrungskette besetzt, bewirtschaftet und frisst gut gemästete Menschen wie Vieh.
Rob Justice ist ein ehemaliger Kopfgeldjäger, der für die letzte Linie des menschlichen Widerstands arbeitet. Eine Gruppe von Überlebenden versteckt sich tief unter der Erde in einem Atombunker. Die Justice wird angeheuert, um herauszufinden, wie die „Schnauzen“ an die Macht kamen und wie man sie besiegt.

## Produktion und Veröffentlichung
Regie führte Valeri Milev. Die Drehbücher schrieben Valeri Milev und Timur Turisbekov. Der Produzent war ebenfalls Timur Turisbekov. Die Musik komponierte Timur Turisbekov und für die Kameraführung war Orlin Ruevski verantwortlich. Für den Schnitte verantwortlich waren Andrew Appelle und Valeri Milev. Der Film hatte seine Premiere am 23. August 2019 bei der London FrightFest Film Festival. Am 11. Juni 2021 erschien der Film in einer ungekürzten Fassung mit der Altersfreigabe „ab 18 Jahren“ in Deutschland.

## Synchronisation
| Figur         | Schauspieler        | Deutscher Synchronsprecher |
| ------------- | ------------------- | -------------------------- |
| Rob Justice   | Timur Turisbekov    | Vinzenz Wagner             |
| Nina          | Jana Marinowa       | Mareike Zwahr              |
| Grave-digger  | Danny Trejo         | Roberto Guerra             |
| Raksha        | Doroteya Toleva     | Sarah Timm                 |
| General Askar | Askar Turisbekov    | Christoph Schulenberger    |
| Lena          | Dessy Slavova       | -                          |
| Olga          | Ester Chardaklieva  | -                          |
| Bulba         | Dumisani Karamanski | Stefan Wenzke              |

## Rezeption
- Lexikon des internationalen Films: „Ein trashiger Endzeit-Actionfilm, bei dem es primär um drastische Gore-Effekte, Verfolgungsjagden und Schießereien geht und die konfus entwickelte Story ziemlich untergeht.“[5]